# Jane Naana Opoku-Agyemang

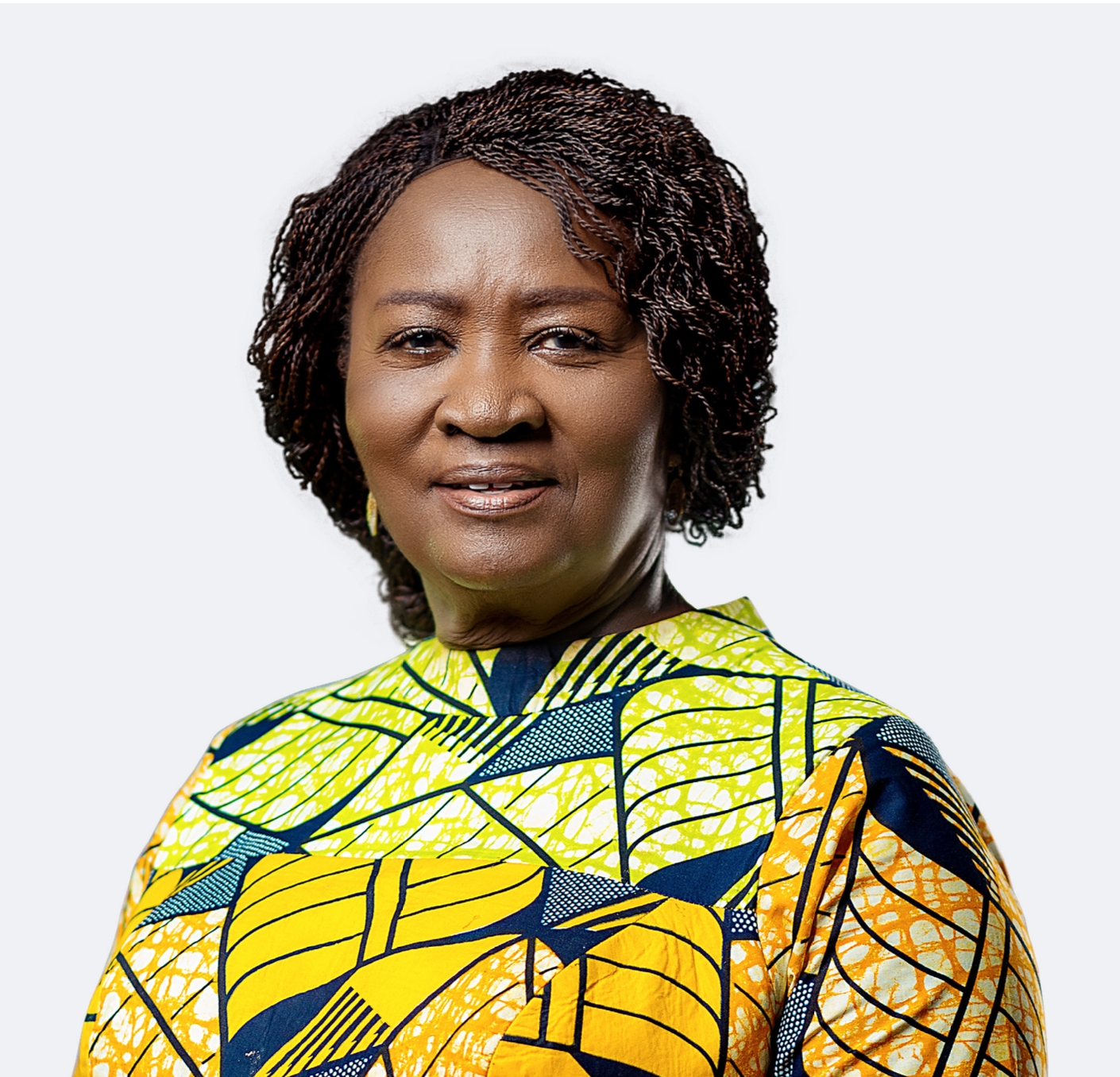
Jane Naana Opoku-Agyemang, 2025

Jane Naana Opoku-Agyemang (* 22. November 1951 in Cape Coast, Ghana) ist eine ghanaische Literaturwissenschaftlerin, Politikerin und Hochschullehrerin. Sie ist Professorin für Literatur an der University of Cape Coast und war die erste Vizekanzlerin einer staatlichen Universität in Ghana. Sie war von Februar 2013 bis Januar 2017 Bildungsministerin. Sie ist die erste Frau, die als Vizepräsidentin einer großen politischen Partei in Ghana nominiert wurde und wurde am 7. Januar 2025 Vizepräsidentin von Ghana.

## Leben und Werk

### Ausbildung
Opoku-Agyeman besuchte die Anglican Girls' Secondary School in Koforidua und die Aburi Presbyterian Girls' School. Ihre weiterführende Schulbildung absolvierte sie von 1964 bis 1971 an der Wesley Girls’ High School in Cape Coast. Sie erhielt 1976 ein Diplome Superière D’Etudes Francaises von der Universität Dakar in Senegal und schloss 1977 ihr Studium der englischen und französischen Sprache an der University of Cape Coast mit einem Bachelor of Education (Hons) ab. An der York University in Toronto erwarb sie 1980 ihren Master-Abschluss und promovierte dort 1986.

### Tätigkeiten an Universitäten und politische Aktivitäten

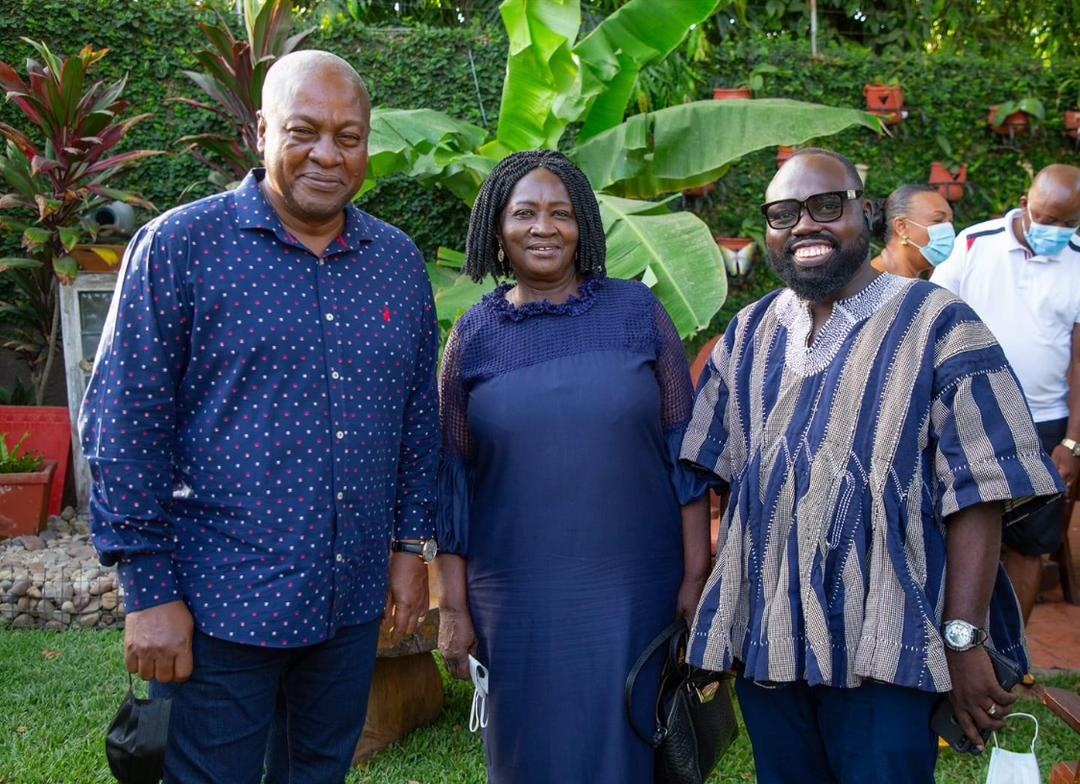
Peter Boamah Otokunor mit Jane Naana Opokua und Präsident John Mahama, 2024

Sie lehrte ab 1986 an der University of Cape Coast und war dort Leiterin der Abteilung für Englisch, Dekanin der Fakultät für Geisteswissenschaften, Leiterin von Adehye Hall, des Postgraduiertenwohnheims des Valco Trust Fund und Gründungsdekanin der School of Graduate Studies and Research.
1997 wurde sie akademische Direktorin der Schule für internationale Ausbildung in der Geschichte und Kultur der afrikanischen Diaspora. Von 2008 bis 2012 war sie Vizekanzlerin der University of Cape Coast und damit die erste Frau, die diese Position an einer staatlichen Universität innehatte.
Von Februar 2013 bis Januar 2017 war sie Bildungsministerin von Ghana. Am 26. Oktober 2018 wurde sie Kanzlerin der Women's University in Africa in Simbabwe. Im Juli 2020 wurde sie von dem ehemaligen Präsidenten John Dramani Mahama als seine Vizepräsidentschaftskandidatin nominiert. Mit dem Sieg des National Democratic Congress (NDC) bei den Wahlen 2024 wurde Opoku-Agyemang offiziell Ghanas erste Vizepräsidentin.
Sie war außerdem Austauschprofessorin an der Eastern Washington University und Direktorin des Teach in Ghana-Programms der Ohio University.
Sie war Vorsitzende von über 20 Gremien und Ausschüssen, darunter von 1998 bis 2002 dem Rat des University College of Education in Winneba, von 1991 bis 1993 war sie gemeinsame Koordinatorin des Fachprogramms für englische Sprache und ghanaische Kultur für Freiwillige der Japan Overseas Co-operation Volunteers. Von 1993 bis 1998 war sie Vorsitzende des Bewertungsausschusses der VALCO Literary Awards, seit seiner Gründung im Jahr 1998 Vorsitzende des Verwaltungsrats des Ghana Centre for Democracy and Development (CDD-Ghana) und von 1994 bis 1998 Vorsitzende des Verwaltungsrats der Wesley Girls High School.

### Mitgliedschaften
Sie ist Mitglied der Ghana Academy of Arts and Sciences, der University Teachers Association of Ghana, der English Studies Association, der African Studies Association, USA, der African Literature Association, USA und der International Fulbright Scholars Association. Sie war Mitglied des Verwaltungsrats der Organisation der Vereinten Nationen für Erziehung, Wissenschaft und Kultur (UNESCO) und des Auswahlausschusses des African Humanities Project der Carnegie Corporation, USA.

### Autorin
Sie forschte und veröffentlichte umfassend in Bereichen wie Literatur von Frauen aus Afrika, mündliche Literatur in Ghana und zu Themen im Zusammenhang mit der Hochschulbildung in Ghana und Afrika sowie zum Handel mit versklavten Afrikanern. Sie war eine der fünf Wissenschaftlerinnen und Wissenschaftler, die eingeladen wurden, im März 2006 anlässlich der Gedenkfeier zum 200. Jahrestag der Abschaffung der Sklaverei vor der Generalversammlung der Vereinten Nationen in New York zu sprechen.
Sie war mit Edmund Opoku-Agyemang verheiratet, mit dem sie drei Kinder bekam.

## Auszeichnungen und Ehrungen (Auswahl)
- 1994: Fulbright Senior Scholar Fellow des Institute for Advanced Study and Research into the African Humanities der North Western University
- 2003: Fellow des American Summer Institute der Northern Illinois University
- 2006: Mitglied der Ghana Academy of Arts and Sciences
- 2010: Doctor of Laws (LLD) Honoris Causa, University of the West Indies
- 2011: Doctor of Humane Letters (DLitt) Honoris Causa, Winston-Salem State University, North Carolina
- 2011: Ghana Women of Excellence Award
- 2011: Officer of the Order of the Volta Award for Academic Distinction[12]
- 2012: Outstanding Contribution to Education by the Africa Education Leadership Awards, Mauritius
- 2012: Global Leadership Award, University of South Florida
- 2014: Doctor of Humane Letters (DLitt) Honoris Causa, Grand Valley State University
- 2015: Doctor of Letters, (DLitt) Honoris Causa, University of Cape Coast
- 2016: Honorary Fellow, Commonwealth of Learning
- 2018: Leading Women Achievers Award[13]
- 2020: zu den 100 einflussreichsten afrikanischen Frauen im Jahr 2020 von Avance Media aufgeführt[14]
- 2023: auf der Liste der 100 angesehensten Afrikaner für 2023[15]

## Veröffentlichungen (Auswahl)
- Where there is No Silence: Articulations of Resistance to Enslavement. Revised Inaugural Lecture to the Ghana Academy of Arts and Sciences.
- mit P. E.  Lovejoy, D. V. Trotman: Africa and its Diasporas: History, Memory and Literary Manifestations. Trenton, New Jersey, USA: Africa World Press, 2008.
- Where There is No Silence:Articulations of Resistance to Enslavement. Accra: Page Link Publishers, 2008.
- mit J. Anquandah, M.  Doormont:  The Trans-Atlantic Slave Trade: Landmarks, Legacies, Expectations. Accra: Sub-Saharan Publishers, 2007, S. 210–224.
- A Fork in the Road: Ayi Kwei Armah's Osiris Rising and Florence Ladd's Sarah's Psalm on the subject of homecoming. In: Africa and its Diasporas: History, Memory and Literary Manifestations. Trenton, New Jersey, USA: Africa World Press, 2008, S. 303–318.